# والانتزنگو
والانتزنگو (به ایتالیایی: Vallanzengo) یک کومونه در ایتالیا است که در استان بیه‌لا واقع شده‌است. والانتزنگو ۳٫۹ کیلومتر مربع مساحت و ۲۳۶ نفر جمعیت دارد.